# Kindlifresserbrunnen

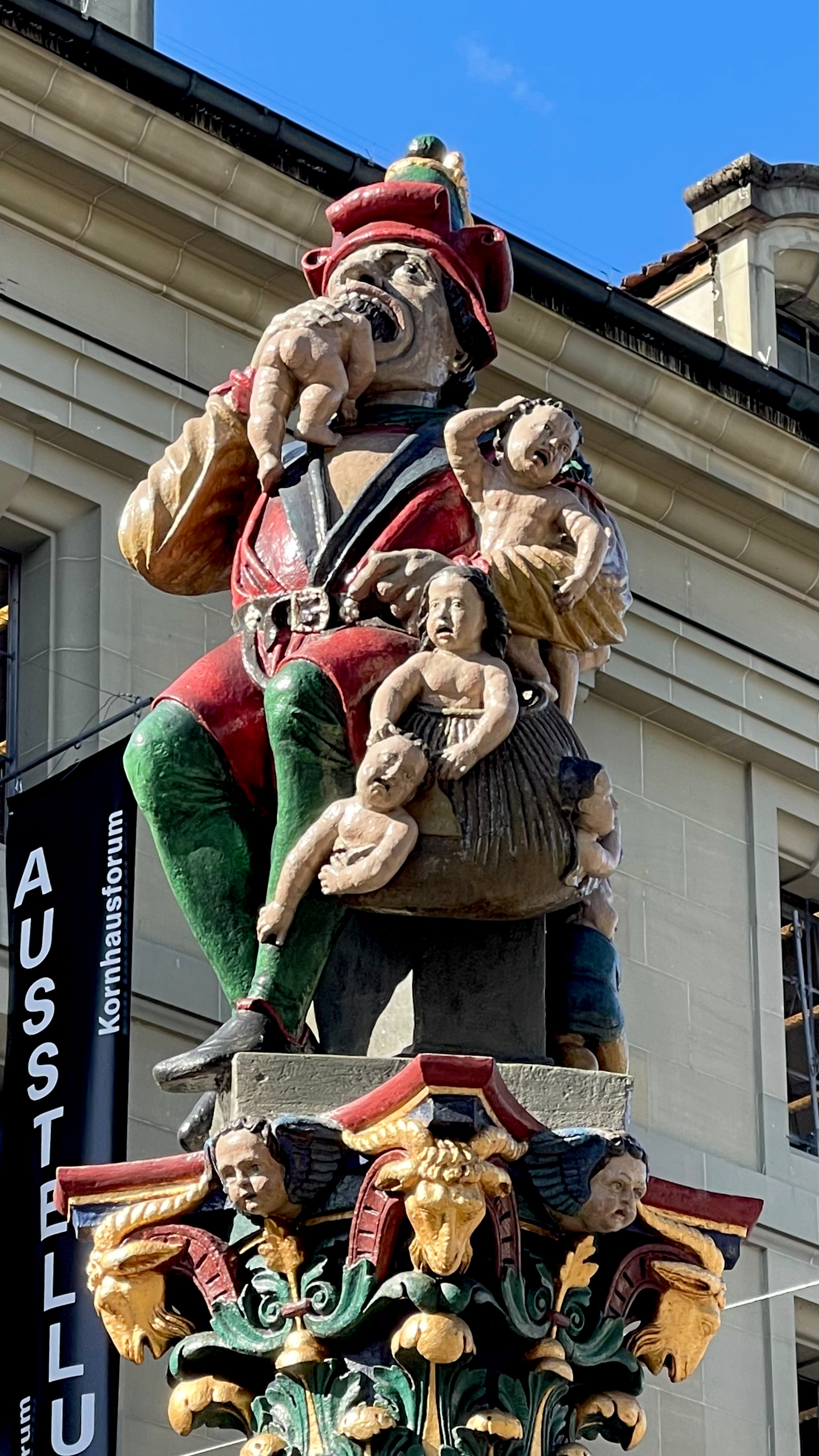
Escultura de la Kindlifresserbrunnen.

La Kindlifresserbrunnen (en alemán de Suiza, "Fuente del Devorador de Niños") es una fuente de piedra pintada que se encuentra en la Kornhausplatz, "la plaza del granero", en Berna, Suiza. Es una de las fuentes que se construyeron en la Ciudad vieja de Berna durante el siglo XVI.
Fue creada por Hans Gieng entre 1545 y 1546 para sustituir a una fuente de madera del siglo XV. Su nombre original era "Platzbrunnen" (Fuente de la Plaza). El nombre actual se usó por primera vez en 1666. En alemán de Suiza, Kindli es el diminutivo de la palabra Kind, que significa "niño". Por lo tanto, el nombre Kindlifresserbrunnen se traduce literalmente como "Fuente del Devorador de Niños Pequeños".
La escultura de la fuente representa a un ogro sentado que está devorando a un niño desnudo. Junto a él hay un saco que contiene más niños. En su base hay un friso en el que se han tallado unos osos armados yendo a la guerra. Se cree que el friso fue diseñado por Hans Rudolf Manuel Deutsch.

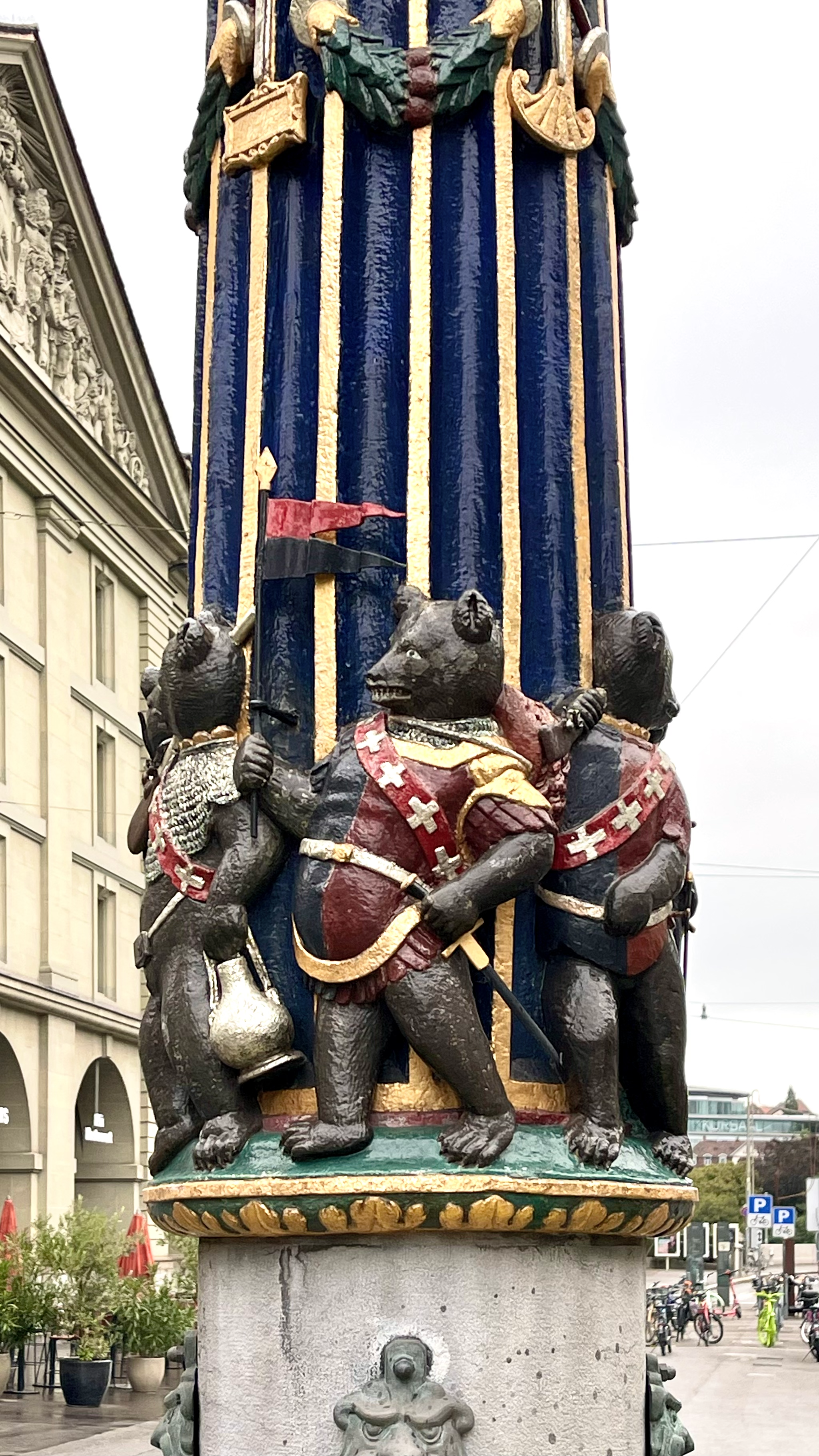

Como el ogro lleva un sombrero de punta, similar a un gorro judío, se especula sobre la posibilidad de que éste sea una representación de un judío a modo de libelo de sangre. Otra teoría es que el ogro es Krampus, una bestia que forma parte del folclore de los países alpinos. En Navidad, esta criatura castigaba a los niños que se habían portado mal. También se cree que puede tratarse del dios griego Cronos comiéndose a sus hijos. Otra hipótesis propone que la obra simboliza al Cardinal Mateo Schinner, que llevó a la Confederación Suiza a varias derrotas sangrientas en el norte de Italia. Por otro lado, es posible que se trate de la representación de una leyenda que dice que el hermano mayor del Duque Berthold (Fundador de Berna) estaba tan celoso de él que secuestró y se comió a los niños de la ciudad. Otra teoría sugiere que los ocho niños representan a los ocho cantones de la Antigua Confederación Suiza y el ogro es un enemigo (posiblemente Carlos el Temerario, Duque de Borgoña) tratando de engullirlos; Esto coincide con el friso de la base de la fuente. Por último, hay quien cree que no es más que un personaje creado para asustar a los niños desobedientes.
La Kindlifresserbrunnen tiene un papel muy importante en la novela L'Ogre (El ogro) de Jacques Chessex.